# Stade Brestois 29 2018-2019
Questa voce raccoglie le informazioni riguardanti lo Stade Brestois 29 nelle competizioni ufficiali della stagione 2018-2019.

## Maglie e divise
| Casa | Trasferta |

Sponsor ufficiale: Queguiner Materieux
Fornitore tecnico: Nike

## Rosa
Rosa aggiornata al 18 gennaio 2019.
| N. |                            | Ruolo | Calciatore         |
| -- | -------------------------- | ----- | ------------------ |
| 1  | Francia (bandiera)         | P     | Gautier Larsonneur |
| 2  | Francia (bandiera)         | D     | Quentin Bernard    |
| 3  | Benin (bandiera)           | D     | David Kiki         |
| 5  | Francia (bandiera)         | D     | Brendan Chardonnet |
| 6  | Francia (bandiera)         | C     | Jessy Pi           |
| 7  | Algeria (bandiera)         | C     | Haris Belkebla     |
| 8  | Francia (bandiera)         | C     | Yoann Court        |
| 9  | Francia (bandiera)         | A     | Kévin Mayi         |
| 10 | Francia (bandiera)         | A     | Gaëtan Charbonnier |
| 11 | Francia (bandiera)         | A     | Édouard Butin      |
| 12 | Francia (bandiera)         | C     | Pierre Magnon      |
| 14 | Francia (bandiera)         | D     | Anthony Weber      |
| 16 | Guyana francese (bandiera) | P     | Donovan Léon       |

| N. |                    | Ruolo | Calciatore               |
| -- | ------------------ | ----- | ------------------------ |
| 17 | Francia (bandiera) | C     | Valentin Henry           |
| 18 | Francia (bandiera) | C     | Ibrahima Diallo          |
| 19 | Francia (bandiera) | C     | Ferris N'Goma            |
| 20 | Francia (bandiera) | D     | Gaëtan Belaud (capitano) |
| 21 | Camerun (bandiera) | D     | Jean-Charles Castelletto |
| 22 | Francia (bandiera) | D     | Julien Faussurier        |
| 23 | Francia (bandiera) | C     | Mathias Autret           |
| 24 | Francia (bandiera) | C     | Thomas Ayasse            |
| 25 | Francia (bandiera) | D     | Corentin Jacob           |
| 27 | Francia (bandiera) | C     | Hugo Magnetti            |
| 30 | Francia (bandiera) | P     | Julien Fabri             |
|    | Italia (bandiera)  | C     | Cristian Battocchio      |